# Doužnjek
Doužnjek (beseda doužnjek, dužnjek je lahko žetveni venec v prekmurščini) je izdelek iz slame, ki ga še izdelujejo v Prekmurju. Izdelava je bila razširjena po širšem panonskem območju, sedaj ga izdelujejo le še redki domačini.
Začetek izdelave ni točno znan, vendar etnologi domnevajo, da so jih začeli izdelovati v začetku 20. stoletja ob koncu žetve. Sprva so bili to preprosti venčki iz slame s klasjem, okrašeni s poljskim cvetjem. Izročilo pravi, da so nekoč doužnjeke kmetje oziroma delavci namenjali fevdnim gospodom ali posestnikom, katerih polja so obdelovali. Ker je izdelava doužnjeka dolgotrajna, je posamezni izdelek pletlo več delavcev hkrati.
Kasneje se je izdelava razširila na različne okrasne predmete, s katerimi so krasili domove in jih uporabljali ob raznih svečanih dogodkih (poroke, nove maše, žegnanja, razni jubileji ...).
- Izdelava doužnjeka
- Lestenec
- Vaza
- Stenski okrasek
- Razni izdelki
- Vaza in košarica